# Маккей, Джордж Лесли
Джордж Лесли Маккей (кит. 偕瑞理 или 馬 偕 пиньинь: jiēruìlǐ или mǎjiē; 21 марта 1844, Онтарио, Канада — 2 июня 1901, Даньшуй, современный Новый Тайбэй) — первый пресвитерианский миссионер в северном Тайване (в то время известном под названием Формоза). Служил в Канадской пресвитерианской миссии. Маккей стал одним из самых известных иностранцев, когда-либо живших на Тайване.

## Ранние годы
Джордж Лесли Маккей родился 21 марта 1844 года, был самым младшим из шести детей в шотландской семье переселенца в Эмбро, городок Зорра, округ Оксфорд, Западная Канада (ныне Онтарио), Канада. Его семья беженцев из Сазерленда на севере Шотландии, которые прибыли в Зорру в 1830 году. Пионеры Зорры объединились вокруг церкви, возглавляемой мирскими старейшинами, и церковь являлась центром их общины. Маккей получил богословское образование в Нокс-колледже в Торонто (1865—1867), Принстонской духовной семинарии в Соединенных Штатах (1870) и Новом колледже в Эдинбурге в Шотландии, во всех пресвитерианских учреждениях.

## Миссия на Тайвань

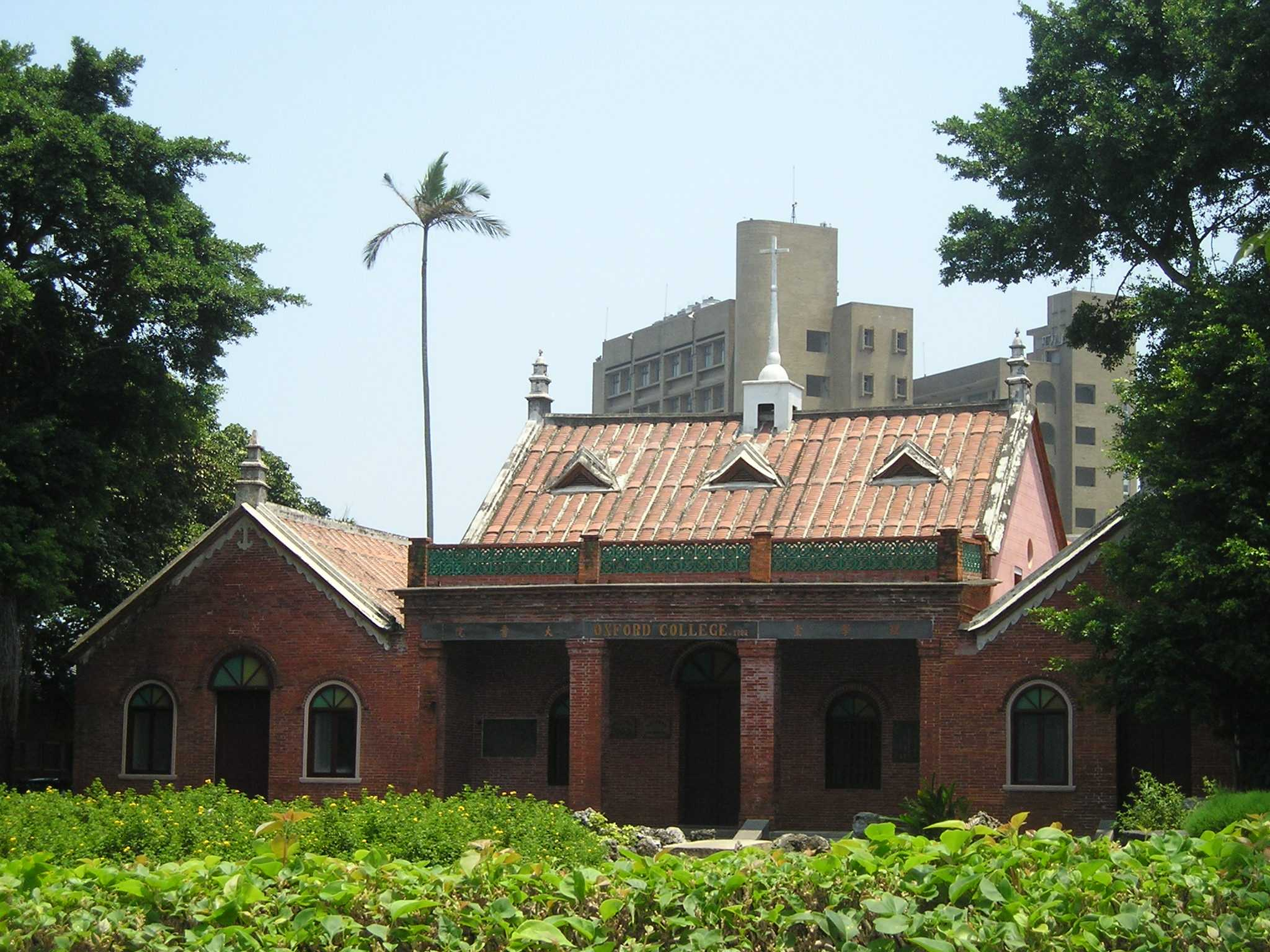
Оригинальное здание колледжа Оксфордского университета, основанного Маккеем в Даньшуе, в северном Тайване. В настоящее здание вошло в состав Университета Алетейя, и управляется музейным фондом, занимающимся наследием Маккея.

В 1871 году Маккей стал первым иностранным миссионером, нанятым Канадской пресвитерианской церковью (предшественницей пресвитерианской церкви в Канаде и Объединенной церкви Канады). Маккей прибыл на Тайвань 29 декабря 1871 года.
После консультации с доктором Джеймсом Лейдлоу Максвеллом- старшим, врачом, служившим миссионером пресвитерианской церкви Англии в южной Формозе (1865 г.), Маккей прибыл в Даньшуй на севере Тайваня в 1872 году. Там он оставался вплоть до своей смерти в 1901 году. Начав с разъездной стоматологической практики среди туземного населения, он позже основал церкви, школы и первую на Тайване больницу, где практиковали западную медицину. Одним из первых иностранцев побывал в труднодоступных селениях коренных народов, и упоминал о верованиях аборигенов Тайваня, в том числе об анимистических верованиях и культе предков.
Маккей научился бегло говорить на тайваньском языке и женился на «Минни» Тиу (張聰明), уроженке Тайваня. В браке родилось трое детей:
- Мэри «Тан» Маккей
- Белла «Коа» Маккей
- Джордж Уильям Маккей

В сопровождении своих учеников, которые должны были стать пасторами основанных церквей, Маккей путешествовал по всему северному Тайваню. Они основали 60 церквей. Церкви, основанные Маккеем на севере Тайваня, позже стали частью Северного синода нынешней пресвитерианской церкви на Тайване .

## Социальное влияние миссии Маккея
Энтони Уоллес развил идею «движения возрождения» в своем исследовании движения «Красивое озеро» в Сенеке в Нью-Йорке «чтобы обозначить любые сознательные, организованные усилия членов общества по созданию более удовлетворительной культуры. Поскольку многие движения возрождения являются религиозными, концепция возрождения становится центральной для анализа развития новых религий». Он утверждал, что «когда нищета и деградация сочетаются с надеждой на моральное и материальное спасение, получается взрывоопасная смесь». (1969: 239).
Когда один из равнинных коренных народов Тайваня — кавалан (噶瑪蘭) — услышал проповедь Маккея в период 1880-х годов, возникло «движения возрождения», способствовавшее популярности эгалитарных и спасительных идей пресвитерианства в проповеди Маккея и усилению борьбы представителей кавалан с унизительной бедностью, вызванной появлением китайцев на их традиционной территории расселения в 19 веке.

### Разрушение общества Кавалан
В фундаментальном исследовании «Государственное управление и политическая экономия на Тайване 1600—1800 годов», антрополог Джон Шеперд прослеживает катастрофу, обрушившуюся на народность кавалан в XIX веке: «Судьба аборигенов кавалан с Иланьской равнины на северо-восточном побережье Тайваня резко контрастирует с судьбой равнинных аборигенов на Тайване, живших на западном побережье. Юрисдикция китайских властей не распространялась на Иланьскую равнину вплоть до 19 века, и кавалан не платили налоги как подданные Цинской империи. Следовательно, Цинская администрация не признавала права кавалан на эти земли. Миграция китайцев на изолированную Иланьскую равнину в начале 19 века началась внезапно и в больших масштабах. При этом у кавалан не было возможности постепенно адаптироваться к последствиям переселения чужеземцев… Кавалан были совершенно не готовы к натиску китайских поселенцев. В результате к 1810 году китайское население Иланьской равнины увеличилось почти до 40 000 человек. (Несмотря на небольшие попытки регулирования межэтнических конфликтов)… , таких попыток делалось недостаточно, делались они слишком поздно, так что кавалан не смогли приспособиться к таким быстрым изменениям. Им не хватало опыта и институций, необходимых для защиты своих прав от недобросовестных китайцев. Обнищавшие кавалан, которые были бедными фермерами, продавали свои земли за наличные деньги. К концу XIX века население кавалан сократилось примерно на 70 %, и многие мигрировали в Хуалянь. (358f)»
Историк коренных народов Чжань Су-цзюань 詹素娟 отмечает «чрезвычайно сложную ситуацию», с которой столкнулись кавалан в 1880-х годах: "В то время, когда Маккей пришел в Илань, то есть к концу 19 века, традиционное общество кавалан столкнулось с потрясениями от внешних сил и подвергалось масштабной вынужденной эмиграции. … С изменениями в их социальной и экономической жизни традиционная религия народа кавалан также претерпела огромные изменения. Маккей заметил, что вера народа кавалан была «смешением конфуцианской морали, буддийского идолопоклонства и даоистской демонолатрии», то есть тайваньской народной религии того времени. Но Маккей также увидел, что на самом деле люди кавалан «одновременно» сохраняли свои традиции «поклонения природе» и «пережитки суеверий». Маккей писал, что в традиционной религиозной жизни Кавалана "не было храмов, идолов или священников.
Маккей был возмущен тяжелым положением кавалан. Он, должно быть, видел в их кризисе отражение коллективной памяти своего народа, беженцев из Сазерленда, которых сожгли в своих коттеджах чиновники, расчищавшие землю для овец:
```
«Когда-то на равнине Кап-цу-лан было тридцать шесть процветающих деревень. Пришли китайские поселенцы, предприимчивые, агрессивные и не слишком щепетильные, и мало-помалу более слабые пошли к стене. Pe-po-hoan были вытеснены из обрабатываемой земли, многие из их деревень были разбросаны, и им пришлось снова начать жизнь в пустынных джунглях. И очень часто, когда им удавалось освоить землю для выращивания риса и овощей в количестве, достаточном для удовлетворения своих скудных потребностей, жадные китайцы появлялись снова и, либо завоевывая их доверие, либо вовлекая их в спор, закреплялись и в конце концов отнимите у них их земли. Не умея читать и игнорируя законы, они почти полностью зависят от своих врагов. Иногда у кого-то закипает кровь, когда видишь злодеяния, совершаемые в отношении этих простодушных существ китайскими чиновниками, спекулянтами и торговцами ».
```

Он знал о политическом контексте принятия кавалан китайских идолов:
```
«Первоначально пе-по-хоан были поклонниками природы, как и дикари в горах…. Но все изменилось, когда они склонили шеи перед игом цивилизации. Их завоеватели навязывали им не только реплики и стиль одежды, но и всю атрибутику китайского идолопоклонства. Когда племя подчиняется, первое, что нужно сделать, это обрить голову в знак верности, а затем представить храмы, идолов и скрижали. …. Идолопоклонство не подходит среднему представителю племени Пе-по-хоану, и только по необходимости он подчиняется даже формальному соблюдению его обрядов и церемоний. Это скорее политический, чем религиозный аспект, и для подавляющего большинства эти обряды лишены смысла, кроме как служат напоминанием о порабощении другой расой».
[
12
]
```

Именно в этом контексте можно понять быстрое массовое обращение почти половины народа кавалан в начале 1880-х годов. Это было не колониальное мошенничество, навязываемое набожным последователям традиционной китайской народной религии, или уничтожение традиционной религии коренных народов, а движение за возрождение коренных народов — коллективный символический акт сопротивления отчуждению, от которого они пострадали при китайских поселенцах. Маккей был явно поражен реакцией кавалан на его евангелизацию, разительно отличавшуюся от процесса обращения в христианство, проходившего в остальных регионах северного Тайваня.

### Сжигание идолов
Уничтожение идолов и табличек предков новыми христианами на Тайване обычно было осознанным индивидуальным решением. Типичное упоминание (среди многочисленных в дневниках Маккея) об уничтожении идолов, содержится в письме от 11 апреля 1884 года: «Старый китаец и его жена очистили свой дом от идолов в прошлую субботу, когда я был в деревне. Эти идолы теперь в моей большой коллекции».
Но в миссии кавалан Маккей сообщает о двух случаях массового энтузиазма (еще одно выражение ревилатизационного движения), выраженного в общинном сносе и сожжении китайских домашних идолов. О первом сообщается в письмах от 30 марта и 5 июля 1883 г .:
```
Я здесь, примерно в 4-х днях пути от Даньшуя — на восточной стороне острова, где Тихий океан омывает этот берег. В этом районе 36 деревень пе-по-хоан (цивилизованных аборигенов). Всего тысяча (1000) бросили своих идолов и хотят научиться христианству. …. Я сушил свою одежду перед огнем из бумаги, служащей идолам, идолов и т. Д. Я нанял троих мужчин, чтобы они несли других идолов обратно в Даньшуй. Я никогда не проходил через такой опыт.
```

Уничтожение идолов продолжалось даже без присутствия Маккея, который сам был поражен происходящим. В письме, адресованном «Пресвитерианской церкви Канады от Галифакса до Манитобы» (5 июня 1883 г.), он писал:
```
«Некоторое время назад я отправил телеграмму, в которой говорилось, что 1000 человек просят христианского наставления. Я заявляю численность их ниже действительной, когда заявляю, что более 2000 (двух тысяч) выбросили идолов и хотят следовать за Владыкой Воинств. …. В деревне с населением более 200 человек каждая душа хочет быть христианином — каждый дом очищен от идолов. Другая деревня с почти 300 жителями недалеко от нас вышла целой группой, мужчины, женщины и дети, и уже давно поют наши сладостные гимны».
```

Посещение поселения кавалан в Хуаляне — сентябрь 1890 г. Второе упоминание об общинном сожжении идолов относится к 8-9 сентября 1890 г., когда Маккай в сопровождении Коа-кау и Тан-хе путешествовал на лодке, чтобы посетить народ кавалан, поселившийся в Ка-ле-зай (嘉禮 宛) к северу от города Хуалянь (花蓮港). Его письмо в Иностранное миссионерское общество (12 сентября) подробно описывает процесс принятия решений сообществом, политический символизм наличия идолов, переговоры с китайскими властями о согласии удалить идолов и праздничный характер сожжения с последующим ритуал празднования новых коммунитас.
Письмо Маккея к Вардропу 16 октября 1890 г .:
```
 Около темноты мы вошли в Ка-ле-оан (поселение Пин-по-хоан, которое я мечтал посетить более дюжины лет). Мы нашли повара, который оказался Проповедником, в небольшом бамбуковом домике, покрытом травой, который был построен для него. Поскольку они так долго отправляли письма и навещали, вы можете только представить, как нас устроили. . . . Вскоре комната была заполнена, и перед дверью стояла большая толпа. Вместо того чтобы продолжать проповедовать, мы пытались понять реальное положение дел. Помощник проделал действительно хорошую работу. Немало из них имели ясное представление о послании Евангелия, в то время как все явно устали от идолопоклонства. Казалось, они созрели для решительных действий. Ему сказали, что военный мандарин заявил, что они должны продолжать идолопоклонство как знак подчинения Китаю. Я подъехал к лагерю — прошел собеседование и получил радушный прием. Что бы ни говорили или ни делали в прошлом, сейчас все в порядке. Солдаты стали хвалить нашу миссию…. . Мнение было только одно, и чиновник пожелал мне «Мира». Я поскакал назад и попросил всех, кто был за Истинного Бога, очистить свои дома от идолов и занять решительную позицию. — Совет прошел в темноте на открытом пространстве, он оказался шумным. Вожди громко декламировали на своем родном языке. Я вошел в их среду — и попросил объяснений — спросил, есть ли разногласия? Ответ пришел быстро, пять деревень были единодушны к человеку. Каждый мужчина, женщина и ребенок желали поклоняться Единому Богу, Создателю всего. Они шумели, потому что давали выход своему негодованию за то, что так долго служили идолам. — Совершена еще одна важная сделка — храм для идолов, построенный ими самими за 2000 долларов, был передан для церковной службы всем пенсионерам, и шум утих. Следующий был радостный день; никто не пошел на работу — к нам присоединились старшие (после приглашения) и приказали четырем мальчикам нести 8 корзин по одной на каждом конце шеста. Затем мы ходили из деревни в деревню и от дома к дому, пока все идолопоклоннические атрибуты не были сложены в корзины и отнесены во двор рядом с нашей комнатой для проповедей и храмом. — Там была большая куча ложных денег — идолов — ароматических палочек, флагов и т. Д. — собралась огромная толпа, и некоторые соперничали друг с другом в ее зажигании — многие выказывали свое презрение к грязным, пыльным, жирным старым идолам, и все они были ликуют над работой. … Около пятисот идолопоклонников очистили свои дома от идолов в нашем присутствии.
```

В 1896 году, после установления японского колониального господства на Тайване в 1895 году, Маккей встретился с японским генерал-губернатором Формозы Марэсукэ Ноги . Некоторые семьи на Тайване сегодня, особенно выходцы из низинных аборигенов кавалан, прослеживают свою фамилию «偕» («Кей» или «Кай») от обращения их семьи в христианство Маккеем.
В Канаде Маккей был удостоен чести Канадской церкви во время его двух отпусков дома. В 1880 году Королевский колледж в Кингстоне, Онтарио, удостоил его звания почетного доктора богословия, представленного директором Джорджем Монро Грантом и канцлером Сэндфордом Флемингом . Перед отъездом в 1881 году он вернулся в округ Оксфорд, где были собраны деньги, чтобы начать Оксфордский колледж на Тайване, который станет основой для двух более поздних учебных заведений, Университета Алетейя и Тайваньской семинарии . Ряд молодых людей в округе были вдохновлены последовать примеру Маккея и начали миссионерское служение в нескольких христианских конфессиях.

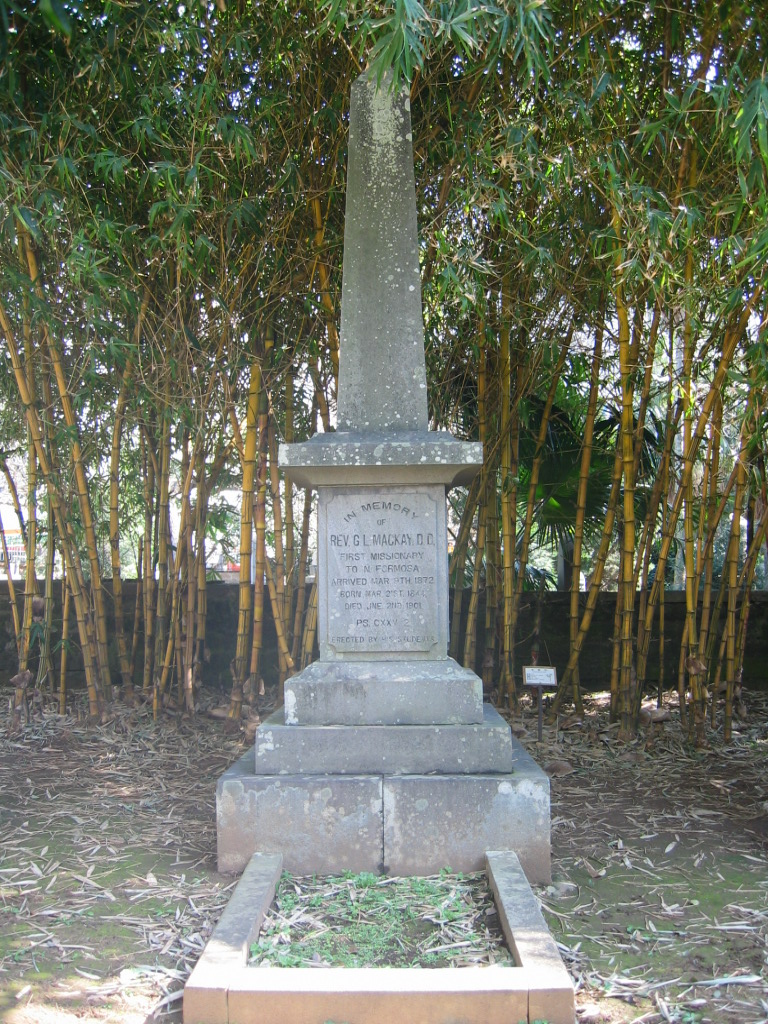
Надгробие Маккея на Тайване, на иностранном кладбище в Даньшуй.

В июне 1894 года на заседании Генеральной Ассамблеи в Сент-Джоне, Нью-Брансуик, Маккей был избран модератором пресвитерианской церкви в Канаде, высшей выборной должностью в церкви. Следующий умеренный год он провел, путешествуя по Канаде, а также писал « Из далекой Формозы»: остров, его люди и миссии, миссионерскую этнографию и мемуары о своем миссионерском опыте.
В 1894 году он выступил против подоходного налога, взимаемого с китайских иммигрантов в Канаду. Как модератор пресвитерианской церкви, он сломал прецедент, высказавшись в пользу резолюции против этого налога, назвав её несправедливой и расистской.
Хотя Маккей при жизни страдал от менингита и малярии, он умер от рака горла 2 июня 1901 года в Даньшуе. Он был похоронен там же, на небольшом кладбище в восточном углу кампуса Тамканской средней школы. Его сын был похоронен рядом с ним.

## Наследие Маккея
В современный демократический период Тайваня жизнь Маккея была отмечена защитниками самобытной тайваньской идентичности и исторического понимания отдельно от колониальных историй, принесенных Японией и Китаем. Система фонетической латинизации, которую он и его сотрудники разработали для написания тайваньского языка хоккиен, все ещё используется.
Автобиографическое сочинение «С далекой Формозы» Маккея считается важной работой по ранней миссионерской этнографии Тайваня. Книга представляет собой ценный документ для понимания культуры и обычаев народов Тайваня при жизни Маккея.

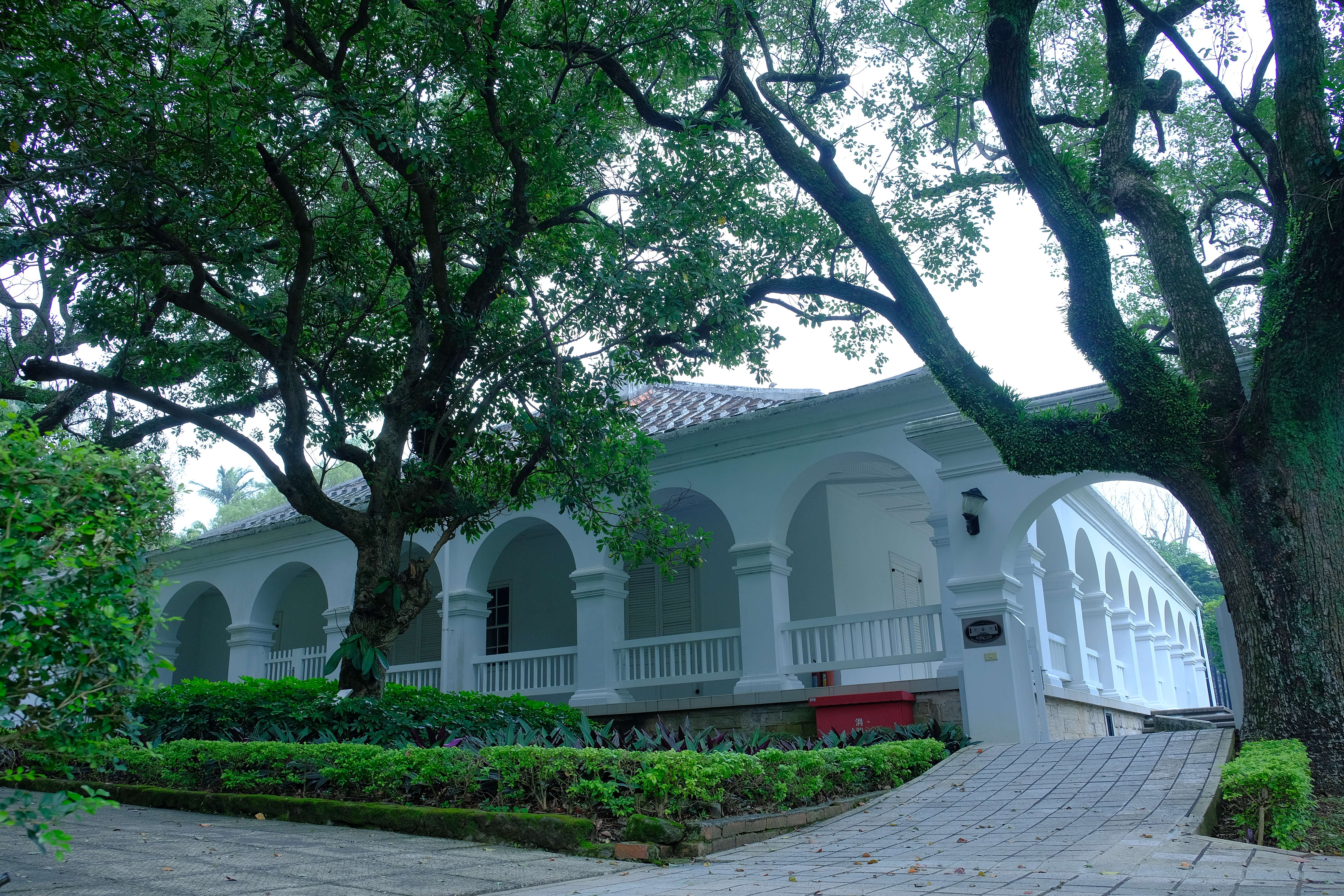
Мемориальный музей Маккея в университете Алетейя, 2020 год.

Маккей создал музей в своем доме в Даньшуе. В нём была собрана коллекция предметов, относящихся как к китайской, так и к коренным культурам Тайваня, а также образцы геологии, флоры и фауны, которые постоянно пополнялись за счет пожертвований местных жителей. Многие предметы, собранные Маккеем, сегодня хранятся в Королевском музее Онтарио (Онтарио, Канада) и в музее Университета Алетейя (Даньшуй, Тайвань). Джеймс Рорер, историк-миссионер, утверждает, что Маккей «счел важным по-настоящему общаться с людьми, которым он стремился служить, и преобразился за счет общения с ними».
Оксфордский колледж Маккея (牛津 學堂) сегодня известен как университет Алетейя . Крупная частная христианская больница в центре Тайбэя носит название Больница имени Маккея (англ. Mackay Memorial Hospital, построенная в 1912 году, чтобы заменить меньшую больницу, которую он основал в Даньшуе в 1882 году).

### Память о Маккее в Канаде

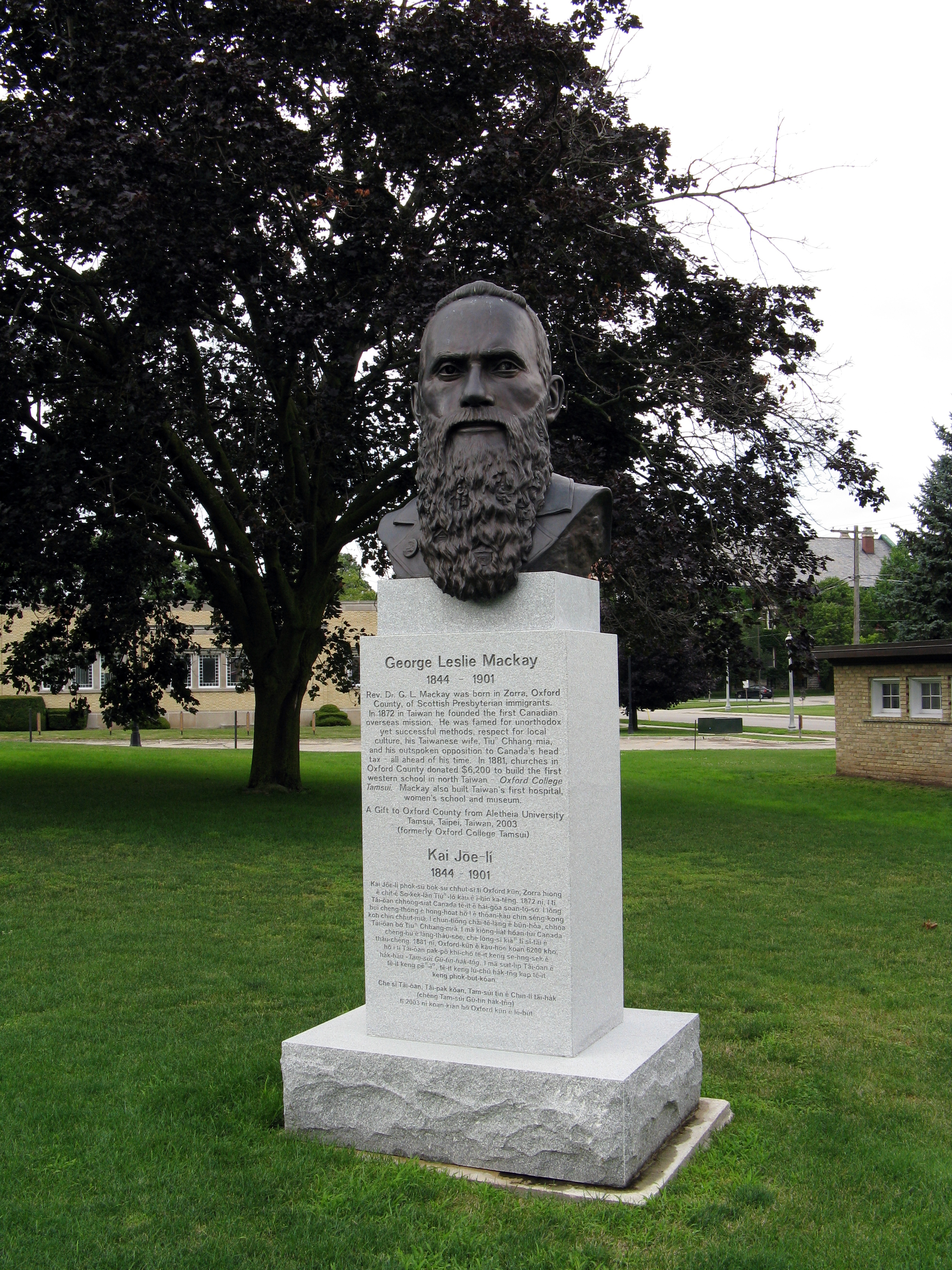
Памятник Маккею в Канаде в Вудстоке, Онтарио.

30 июня 2004 года большой бюст Маккея был освящен возле офиса округа Оксфорд в Вудстоке, Онтарио . В состав делегации из Тайваня вошли представители Университета Алетейя и Пресвитерианской церкви Тайваня . На мероприятии также присутствовали представители пресвитерианской церкви в Канаде, Объединенной церкви Канады, местные, региональные и национальные канадские высокопоставленные лица, а также ряд потомков Маккеев со всей Северной Америки. Один из его внуков — доктор Джон Росс Маккей .
В ноябре 2006 года в эфир был показан документальный фильм по канадскому телевидению «Черный бородатый варвар с Тайваня». Он транслировался на китайском и английском языках на OMNI 2 в рамках их серии Signature .

### Опера и мюзикл

#### Опера
Композитор Гордон С. В. Чин и либреттист Джойс Цю в 2002 году решили создать оперу, сюжет которой был взят из истории Тайваня. В 2008 году правительство Тайваня инвестировало в проект: первую в мире тайваньскую грандиозную оперу « Маккей: чернобородый библейский человек» . Опера Джойс Цю черпала вдохновение в событиях жизни миссионера, и на создание оперы ушло более пяти лет. Для проекта были привлечены более сотни певцов и продюсерская группа из Европы, Азии и Северной Америки.
Мировая премьера оперы Маккей: «Чернобородый библейский человек» состоялась 27 ноября 2008 года в Тайваньском национальном театре и продлилась до 30 ноября. В большом составе приняли участие Томас Мелиоранса (баритон) в роли Джорджа Маккея, Чен Мей-Лин (сопрано) в роли жены Маккея Тиу Чхан-мия и Чхве Сын-Джин (тенор) в роли Гиама Чхенг-хоа, первого ученика и последователя Маккая на Тайване . Чиен Вэнь-Пин, уроженец Тайбэя, дирижировал Национальным симфоническим оркестром (Тайвань) . Художественным руководителем стал известный немецкий театральный режиссёр Лукас Хемлеб .

#### Мюзикл
Мюзикл Уильяма Батта «Кей-варвар: история Джорджа Лесли Маккея» был показан 21-31 марта 2018 года в Театре «Чертополоха» в Эмбро, Онтарио, Канада. Режиссёр-постановщик — Эдвард Дараньи, музыкальный руководитель — Дэниел Ван Винден. Эмбро, родной город автора, расположен в городке Зорра, где родился и вырос Джордж Маккей. Актёры и съемочная группа состояли из местных волонтеров, работающих вместе с профессионалами из Стратфорда, Онтарио.

## Сын Джордж Уильям Маккей
Сын Маккея Джордж Уильям Маккей (родился 22 января 1882 — 20 июля 1963) продолжил дело отца, став канадским миссионером на Тайване. Внук Маккея Дж. Росс Маккей также сделал вклад в развитие образования на Тайване. Китайское имя Маккея — 偕 叡 廉; это от иероглифа в китайском имени его отца 偕 (пиньинь: jiē).

Он родился в Даньшуе, Тайвань, и рос там до 13 лет. Затем он вернулся в Торонто со своим отцом. Он окончил Университет Кларка со степенью магистра управления образованием. В 1948 году он получил степень почетного доктора богословия в Нокс-колледже .
Маккей, возможно, умер в Канаде или, возможно, на Тайване, где он, возможно, был похоронен в Даньшуе в могиле семьи Маккей рядом с Тамканской средней школой. Возможно, с тех пор гробница была удалена.
- Дж. Росс Маккей (род. 1915), его внук
- Преподобный Томас Барклай, миссионер на Тайване.
- Дэвид Лэндсборо III, миссионер на Тайване
- Больница Mackay Memorial
- Маккейский медицинский колледж
- Маккейский колледж медицины, медсестер и менеджмента
- Университет Алетейя

## Опубликованные работы
- - Mackay, George L. From Far Formosa: the island, its people and missions. — F. H. Revell Co., 1895.
  - Mackay, George L. From Far Formosa: the island, its people and missions. — Oliphant, Anderson and Ferrier, 1900.